# Daskylion
Daskylion (gr. Daskyleion, łac. Dascylion) – antyczne miasto w Bitynii, leżące ok. 30 km od Bandirmy, nad morzem Marmara, w pobliżu jeziora Manyas (Kuş Gölü, Manyas Gölü), nieopodal wioski Ergili. Według legendy zostało założone ok. 700 r. p.n.e. przez lidyjskiego króla Daskylosa lub nieco później za czasów króla Gygesa. Pierwotnie zasiedlone przez Frygijczyków, a potem lidyjczyków.
Jako kolonia grecka w czasie wielkiej kolonizacji znajdowało się pod wpływami greckiego Miletu. Później zajęta przez Persów, w czasach Achmenidów. Pod panowaniem perskim znajdowała się do ok. 330 r. p.n.e. Należała do satrapii, rządzonej przez  Farnabazosa II. Dzięki Daskylion Persom łatwiej było bowiem kontrolować Dardanele.
Ruiny Daskylion zostały odkryte w 1952 przez archeologów Kurta Bittela i Ekrema Akurgala. W 2005 odnaleziono pozostałości pałacu perskiego satrapy Farnabazosa, a także miejsce kultu Zaratusztry.